# Tobias Svarre
Tobias Svarre, né le 19 juillet 2004 à Faxe, est un coureur cycliste danois. Il est membre de l'équipe ColoQuick.

## Biographie
Tobias Svarre est originaire de Faxe, une municipalité située à l'est du Danemark. Il commence sa carrière cycliste en 2016 au Køge Cykel Ring, vers l'âge d'onze ans. Après cinq saisons passées dans ce club, il intègre une équipe junior basée à Roskilde en 2021,. 
En 2022, il devient champion du Danemark de poursuite par équipes chez les élites. Il s'impose également sur le Trofeo Emilio Paganessi, une épreuve d'envergure internationale. La même année, il remporte deux étapes ainsi que le classement général de la Ster van Zuid-Limburg. Il termine aussi deuxième de Gand-Wevelgem juniors, inscrit au calendrier de la Coupe des Nations Juniors. 
Malgré l'intérêt de plusieurs structures étrangères, il décide de rester dans son pays natal en 2023. Il intègre ainsi l'équipe continentale ColoQuick. Bon grimpeur, il obtient une victoire dans une course nationale. Il se distingue par ailleurs sur le Tour du Danemark en terminant huitième d'une étape et dix-septième du classement général, au milieu des professionnels. Au printemps 2024, il finit troisième du Sundvolden GP et douzième de Liège-Bastogne-Liège espoirs.

## Palmarès sur route

### Par année
- 2022
  - Trofeo Emilio Paganessi
  - Ster van Zuid-Limburg :
    - Classement général
    - Prologue et 1re étape

  - 2e de Gand-Wevelgem juniors
  - 3e du championnat du Danemark du contre-la-montre par équipes juniors
- 2023
  - Meldgaardløbet
- 2024
  - Sydbank Løbet
  - 3e du Sundvolden GP
- 2025
  - 3e étape de l'Orlen Nations Grand Prix

### Classements mondiaux
| Année                                 | 2023  | 2024  |
| ------------------------------------- | ----- | ----- |
| Classement mondial                    | 2350e | 1556e |
| UCI Europe Tour                       | 1410e | nc    |
|                                       |       |       |
| Légende : nc = non classéSource : UCI |       |       |

## Palmarès sur piste

### Championnats nationaux
- 2022
  -  Champion du Danemark de poursuite par équipes (avec Theodor Storm, Patrick Frydkjær, Noah Wulff et Nicolai Wandahl)
  - 3e du championnat du Danemark de l'américaine juniors